# Сычёв, Валерий Васильевич
Валерий Васильевич Сычёв (род. 23 декабря 1939 года) — советский государственный деятель.

## Биография
В 1963 году окончил МАИ. Доктор технических наук, профессор.
- 1957—1963 — студент МАИ.
- 1963—1966 — инженер, старший научный сотрудник предприятия п/я 989 Министерства общего машиностроения, Калининград Московская область.
- 1966—1971 — старший научный сотрудник, начальник сектора Центрального НИИ машиностроения.
- 1971—1975 — начальник лаборатории Центрального НПО «Вымпел» министерства радиопромышленности СССР, Москва.
- 1975—1987 — заместитель генерального директора по научной работе ЦНПО «Вымпел».
- 1987—1989 — заместитель председателя Госстандарта СССР.
- С июня 1989 г. — председатель Государственного комитета СССР по управлению качеством продукции и стандартам (Госстандарта СССР).
- С апреля или мая[1] 1991 г. и примерно до марта 1992[2] — председатель Комитета стандартизации и метрологии при Кабинете Министров СССР (Госстандарта СССР).
- 1991 — председатель Государственной комиссии единого времени и эталонных частот СССР.

## Награды
- орден «Знак Почёта»
- Лауреат Государственной премии СССР
- Почётный радист СССР